# インプロモーティブ
インプロモーティブ(Impromotive)は、観客のアイディアから、その場でお話を作り出していく日本で数少ないインプロ(即興演劇)を専門とする演劇集団。
芝居だけでなく、即興コント・即興ソング・パントマイム・腹話術・ジャグリング・マジックなど織り交ぜたショーを展開。ジャンルを問わず、さまざまなイベントに出演。結成から200ステージ以上。年間約50ステージに立つ。

## メンバー
- さやか…大浦 さやか (おおうら さやか) 1月7日生まれ　栃木県足利市出身
- ミカミ…三上 正晃 (みかみ まさあき)　10月19日生まれ　埼玉県ふじみ野市出身
- こざ…小澤 紀子 (こざわ のりこ)
- サト6…中村 さとし (中村 さとし)　10月20日生まれ　茨城県つくば市出身
- しのぶ…わたり しのぶ (わたり しのぶ)
- 千寿江(即興ミュージシャン)…チズエ (ちずえ)

## かつて所属していたメンバー
- 園尾直哉（ナッティ☆）
- 三嶋幸恵
- 福田麻里
- 川添圭太
- 久間木尚之
- 高山直
- 秋山夕日
- 藤田祥
- 栗原宇良(即興ミュージシャン)
- 清家隆太

## 概要
インプロの発表会において、即席で作られたグループ(漢大工・福娘)のメンバーで結成された。その後、クラブイベントやダンスイベントなどにも活動の場を広げ、ジャンルを問わずあらゆるイベントに出演。メンバーの入れ替えもありながら活動を続けている。2007年6月に5周年記念イベントを開催。
2008年2月の公演『7th Heaven』では、初めての【台本と即興の融合】にチャレンジ！
立ち見やキャンセル待ちまででるほどの盛り上がりを見せた。
Impromotiveは、improvisation(即興)・motion(動力・原動力)・promotion(広める)という3つの英単語を掛け合わせた造語である。

## 出演番組

### テレビ
- 2003年　フジテレビ「EZTV」、
- 2005年1月　はなまるマーケット「クイズママダス」
- 2005年12月　テレビ東京BS-JAPAN「Good Sound Cafe」
- 2006年4月　富山テレビ放送(BBT)生出演。

### ラジオ
- 2005年8月　喜多方コミュニティFM
- 2005年9月　ラジオ番組「jinkeトリオ」公開収録
- 2005年6月　喜多方コミュニティFM
- 2006年4月　富山コミュニティFM

### 単独公演
- 2002年5月～2004年9月　月刊即興 毎月公演（東中野エウロス）
- 2005年6月　IMPRO☆JAM ～grazie!（下北ファインホール）
- 2005年8月　IMPRO☆JAM vol.2（中野あくとれ）
- 2005年12月　IMPRO☆JAM vol.3（蔵前・アドリブ小劇場）
- 2006年7月　インプロモーティブ4周年記念公演　「Party Party!!」（浜田山会館）
- 2006年9月　IMPRO☆JAM vol.4～モーティブといっしょ（蔵前・アドリブ小劇場）
- 2007年3月　IMPRO☆JAM vol.5「MEGA SPRING」（東松原・BroaderHouse）
- 2007年6月　インプロモーティブ5周年記念イベント「5周年だよ！月面集合！」（青山・月見ル君想フ）
- 2008年2月　IMPRO☆JAM vol.7「7th Heaven」（新宿シアター・ミラクル）
- 2010年3月　「USU」（王子・pit北/区域）
- 2010年8月　「USU」（再演）（渋谷・Xanadu）